# Puzieux (Mosella)
Puzieux è un comune francese di 176 abitanti situato nel dipartimento della Mosella nella regione del Grand Est.

## Società

### Evoluzione demografica
Abitanti censiti